# أيفي دوفي دوهرتي
أيفي دوفي دوهرتي (بالإنجليزية: Ivy Duffy Doherty)‏ هي كاتبة للأطفال وكاتِبة أسترالية، ولدت في 22 يونيو 1922 في Tea Gardens, New South Wales ‏ في أستراليا، وتوفيت في 24 أغسطس 2008 في ميدفورد في الولايات المتحدة.